# 鐵修特利亞
鐵修特利亞（Tishtrya）或若薩漢是祆教的星與雨水之神。
從鐵修特利亞出現在《阿維斯塔》文本中的古老背景可以判斷，其神性與概念幾乎可以肯定是印度-伊朗起源。在《阿維斯塔》的一首讚美詩中，鐵修特利亞捲入了一場與乾旱惡魔阿帕歐夏的鬥爭。祂化為一匹白馬與惡魔戰鬥，而惡魔是一匹可怕的黑馬。鐵修特利亞因缺乏祭祀而衰弱，三天三夜後阿帕歐夏戰勝了。但鐵修特利亞因造物主阿胡拉·馬茲達親自獻祭獲得力量，最終打敗阿帕歐夏。
在伊朗文化中紀念祂的節日稱為鐵爾感（Tirgan）。